# Kępa Bogumiłowicka
Kępa Bogumiłowicka – wieś w Polsce, położona w województwie małopolskim, w powiecie tarnowskim, w gminie Wierzchosławice.
W latach 1975–1998 miejscowość należała administracyjnie do województwa tarnowskiego.
Miejscowość jest podzielona przez przebiegającą na nasypie linię kolejową 91 Kraków – Medyka na części południową i północną.
Przed 1 stycznia 2023 roku Kępa Bogumiłowicka była przysiółkiem.